# Die Ultimativen
Die Ultimativen (engl. The Ultimates) ist eine Comicserie der Marvel Comics, die von Ultimate Comics seit 2002 herausgegeben werden. Sie ist eine modernisierte Version der Die Rächer-Comic-Franchise.

## Mitglieder
Die Hauptmitglieder sind Captain America, Iron Man, Giant Man, Wasp und Thor. Zudem gehören auch die Scarlet Witch, Quicksilver, Hawkeye und die Black Widow zum engeren Kreis der Mitglieder. Dr. Bruce Banner war auch ein Gründungsmitglied der Gruppe, mutierte aber nach einem Selbstversuch zum Monster Hulk und richtete ein Massaker in Manhattan an. Deswegen wird er in der zweiten Staffel zum Tode verurteilt und vermeintlich hingerichtet.
Angeführt wird das Team vom geheimnisvollen General Nick Fury, dem Leiter von S.H.I.E.L.D., der im Ultimativen Universum, im Gegensatz zum „klassischen“ Marvel-Universum, ein Afroamerikaner ist. Die Ultimativen sind eine militärische Eingreiftruppe, die zwar patriotisch und treu, selten aber „heldenhaft“ agieren.

## Veröffentlichung und Beteiligte
Die erste Ausgabe der Ultimativen erschien im März 2002 in den Vereinigten Staaten. In Deutschland erschien das erste Heft im Oktober 2002 bei Panini.
Autor der Serie war zunächst Mark Millar, der Zeichner Brian Hitch. Seit der dritten Staffel, die im Januar 2008 veröffentlicht wurde, wird die Serie von Autor Jeph Loeb, dem Zeichner Joe Madureira und Colorist Christian Lichtner gestaltet.  
Die Haupthandlung ist in Staffeln gegliedert, von denen bisher drei vollständig erschienen (Übermenschlich, Nationale Sicherheit und Götter und Monster). Neben der Haupthandlung hat Panini weitere sogenannte Miniserien in Die Ultimativen veröffentlicht. Darunter Ultimativer Krieg, Die Ultimativen Sechs sowie die Gah-Lak-Tus-Trilogie.